# مرا ببوس (ترانه سیکس‌پنس نان د ریچر)
«مرا ببوس» (به انگلیسی: Kiss Me) ترانه‌ای از گروه کریستین راک سیکس‌پنس نان د ریچر و یکی از قطعه‌های آلبوم سال ۱۹۹۷ آن‌هاست که هم‌نام گروه بود. «مرا ببوس» اثری‌ست که سیکس‌پنس نان د ریچر بیشتر با آن شناخته می‌شوند و آهنگ امضای آن‌ها به‌شمار می‌آید. به گفتهٔ لی نش (خواننده)، مت اسلوکام (ترانه‌سرا و گیتاریست) ابتدا مخالف قرار دادن این قطعه در آلبوم ۶ پنی کسی را پولدار نکرده بوده و اعضای گروه با اصرار تهیه‌کننده متقاعد شده‌اند «مرا ببوس» را در آن آلبوم منتشر کنند.
این قطعه در ایالات متحده برای ۲۵ هفته جزو ۴۰ ترانهٔ پُرفروش روز بود و بیش از یک سال در جدول ۱۰۰ تک‌آهنگ داغ بیلبورد حضور داشت که بالاترین جایگاهش در آن جدول رتبهٔ دوم بود. در بریتانیا هم «مرا ببوس» به‌مدت ۱۲ هفته هم جزو پرفروش‌ترین تک‌آهنگ‌های روز بود و تا ردهٔ چهارم جدول تک‌آهنگ‌های بریتانیا صعود کرد.
«مرا ببوس» در چهل و دومین مراسم جایزه گرمی در رشتهٔ بهترین اجرای پاپ دونفره یا گروهی با آواز نامزد دریافت گرَمی بود که در نهایت به «ماریا ماریا» ی سانتانا رسید.